# التنظيم اليهودي السري
التنظيم اليهودي السرّي (بالعبرية:המחתרת היהודית  Hamakhteret hayehudit)  هو تنظيم يهودي إرهابي تشكّل من أعضاء بارزين في حركة غوش إيمونيم السياسية، والتي نشطت ما بين السنوات 1979-1984. يعود إنشاء هذا التنظيم إلى سببين: توقيع اتفاقية كامب ديفيد، والتي أفضت إلى معاهدة السلام الإسرائيلية المصريّة في 1979، والتي حاول التنظيم المعترض على عملية السلام أن يمنعها، لاعتبارها الخطوة الأولى في إنشاء الدولة الفلسطينية في يهودا والسامرة كما يسمّيها المستوطنون. السبب الآخر هو مشروع الاستيطان، والذي أدّى إلى تنامي العداوة بين الفلسطينيين واليهود. وضع التنظيم هدفين عمليّاتيّين: الأول مخطّط لتدمير قبة الصخرة، والثاني أعمال تهجّمية ضد الفلسطينيين.
تمّت محاكمة أعضاء التنظيم بتهم تضمّنت انتهاك مرسوم منع الإرهاب الصادر في 1948. تُهمة الانتماء إلى تنظيم إرهابي أُسقطت عن 10 من بين 27 عضواً في التنظيم بصققة ادعاء. معظم الأعضاء أمضوا حكما قصيرا، وأُفرج عن زعمائهم في 1990 بعد العفو عنهم.

## تاريخ
بدأ التنظيم السري اليهودي كجماعة أهلية ناشطة في بداية الثمانينات مكوّنة من مسلّحين في حركة غوش ايمونيم، وتألفت في أوجها من 25-27 مسلّحاً معظمهم شعل مناصب عليا في غوش إيمونيم ومنظمات استيطانية. أسس الخلية الثلاثي: مناحيم ليفني، يهوشع بن شوشان، ويهودا عتصيون، وسرعان ما انضم إليهم اسحق غانيرام، شاؤول نير، وشقيقه باراك نير وعوزي شاربف، صهر الحاخام موشيه ليفينغر.

## العمليّات

### تفجيرات سيارات لرؤساء البلديات
في 2 حزيران 1980، قامت الجماعة بتنفيذ سلسلة من الهجمات الإرهابية، بما في ذلك هجمات بسيارات ملغومة ضد المسؤولين الفلسطينيين. اُصيب جرّاء هذه الهجمات كل من بسام الشكعة، رئيس بلدية نابلس، الذي بُترت قدميه، وكريم خلف رئيس بلدية رام الله، الذي فقد إحدى ساقيه. عمدة بلدية البيرة إبراهيم الطويل نجى من محاولة الاغتيال، فقد تم اكتشاف جهاز الذي زُرع في سيارته.

### مؤامرة لتفجير قبة الصخرة
الهدف من طمس المسجد الإسلامي في الحرم الشريف، والذي يُعتبر «رجسا» حسب معتقدات الجماعة، كان «إيقاظ» اليهود، ووضع حجر الأساس لإنشاء الهيكل الثالث. إحدى الوسائل التي ناقشها التنظيم لتدمير قبة الصخرة هي ارتطام طائرة محمّلة بالمتفجّرات بالمسجد.

### هجوم على طلاب الجامعة الإسلامية في الخليل
قام ثلاثة ملثّمين من الجماعة بالهجوم على الجامعة الإسلامية في الخليل في 26 تموز 1983. خلّف الهجوم، والذي استخدم فيه الرصاص والقنابل اليدوية، ثلاثة قتلى و33 إصابة.